# Skansens vårtal
Skansens vårtal är en tradition på Skansen i Stockholm ända sedan 1894. Sedan 1974 hålls talen regelbundet varje år av en annan kulturpersonlighet i samband med Skansens valborgsmässofirande och är ett sätt att fira vårens ankomst. Programmet brukar bestå av studentsång, konserter, valborgsmässobål och vårtal.

## Skansens vårtalare genom åren
- 1974 Elisabeth Söderström

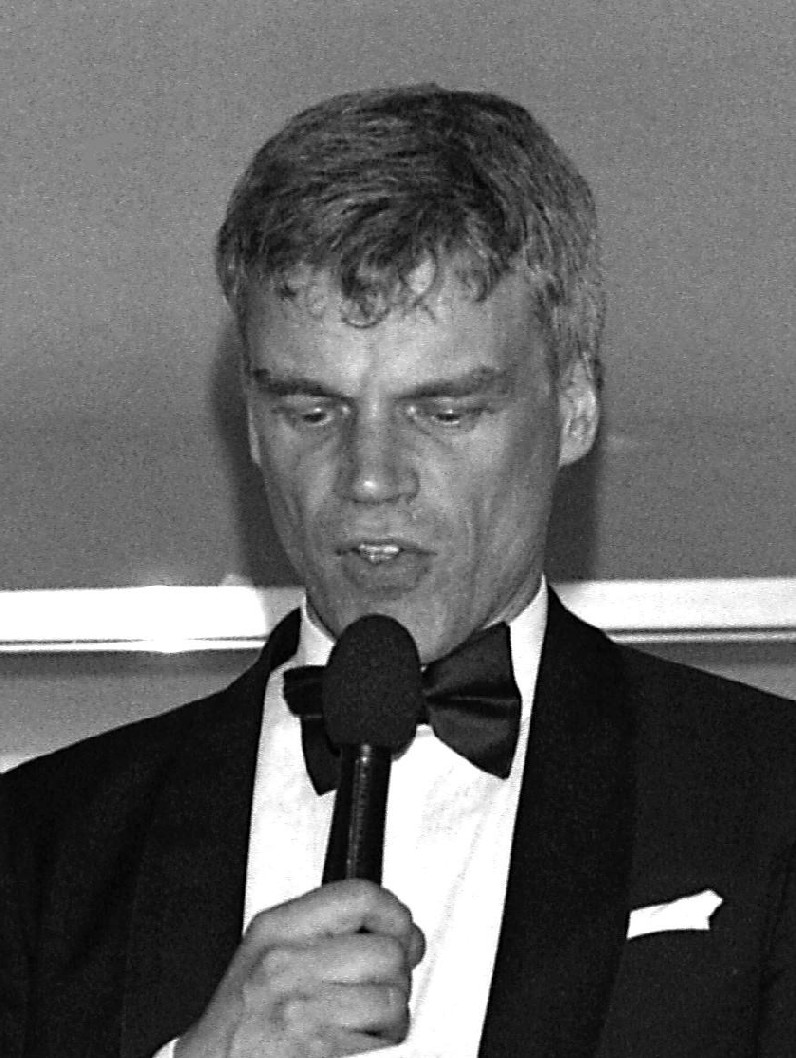
Jonas Hallberg

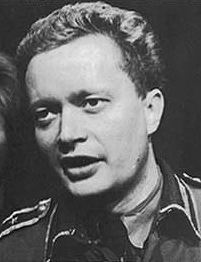
Ernst-Hugo Järegård

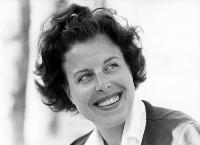
Margaretha Krook

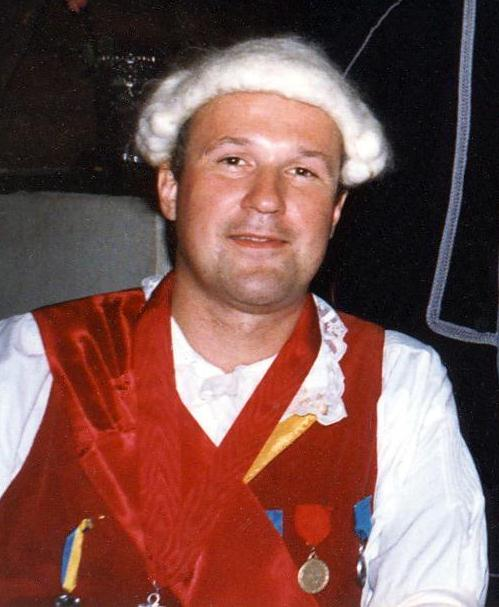
Martin Stugart

- 1975 Lars Wijkman, SSCO:s ordförande
- 1976 Alf Henrikson
- 1977 Magnus Härenstam
- 1978 Carl-Uno Sjöblom
- 1979 Richard Fuchs
- 1980 Torsten Ehrenmark
- 1981 Oscar Hedlund
- 1982 Jonas Hallberg
- 1983 Cecilia Hagen
- 1984 Ingemar Liman, avgående programchef på Skansen
- 1985 Gunnar Ljusterdal, chefredaktör för Grönköpings veckoblad
- 1986 Ernst-Hugo Järegård, skådespelare
- 1987 Sigvard Hammar, redaktör
- 1988 Theodor Kallifatides, författare
- 1989 Bo Strömstedt, chefredaktör Expressen
- 1990 Ana Martinez, författare och journalist
- 1991 Margaretha Krook, skådespelerska
- 1992 Anders Carlberg
- 1993 Herman Lindqvist, författare
- 1994 Ulf Brunnberg, skådespelare
- 1995 Jonas Gardell, komiker
- 1996 Rikard Wolff, skådespelare
- 1997 Fredrik Lindström, författare
- 1998 Alexandra Pascalidou, journalist
- 1999 Hans Dahlman, satiriker ("Lelle Printer")
- 2000 Ernst Brunner, författare
- 2001 Åse Kleveland
- 2002 Bengt af Klintberg, författare
- 2003 Björn Ranelid, författare
- 2004 Mats Hellström, landshövding
- 2005 Dick Harrison, historiker
- 2006 Kajsa Ingemarsson, författare
- 2007 Martin Stugart, stockholmskännare
- 2008 Anton Abele, aktivist
- 2009 Björn Ranelid, författare
- 2010 Viveca Lärn, författare
- 2011 Christopher O'Regan, författare
- 2012 Marcus Birro, författare och poet
- 2013 Ebbe Schön, folklivsforskare och forfattere
- 2014 Bob Hansson, poet och författare